# Maude Turner Gordon
Maude Turner Gordon, nata Maude Turner (Franklin, 10 novembre 1868 – Los Angeles, 12 gennaio 1940), è stata un'attrice statunitense che apparve in almeno un'ottantina di film tra il 1914 e il 1938.

## Biografia
Figlia di Alexander Turner e Nancy Wright, nacque nel 1868 a Franklin, nell'Indiana, città dove fece anche i suoi studi. Scappò di casa per sposare John Gordon, di Indianapolis, figlio del giudice Jonathan W. Gordon

Diventata attrice, ai primi del Novecento, in California, prese parte agli spettacoli della Neill Stock Company.
A New York, dove abitò per qualche anno, il suo nome compare fin dal 1908 numerose volte nei cartelloni teatrali di Broadway. Trasferita con il marito in California, cominciò, nel 1914, a lavorare anche per il cinema, con ruoli di comprimaria e di caratterista. Ritornò diverse volte anche a Indianapolis, apparendo in svariati spettacoli teatrali.
Morì a Los Angeles il 12 gennaio 1940, all'età di 71 anni, a causa di una polmonite.

## Filmografia
- The Idler, regia di Lloyd B. Carleton (1914)
- Kreutzer Sonata, regia di Herbert Brenon (1915)
- Miss George Washington, regia di J. Searle Dawley (1916)
- Her Better Self, regia di Robert G. Vignola (1917)
- The Honeymoon, regia di Charles Giblyn (1917)
- Mrs. Dane's Defense, regia di Hugh Ford (1918)
- The Lie, regia di J. Searle Dawley (1918)
- The Ordeal of Rosetta, regia di Émile Chautard (1918)
- The Service Star, regia di Charles Miller (1918)
- The Danger Mark, regia di Hugh Ford (1918)
- The Turn of the Wheel, regia di Reginald Barker (1918)
- Just for Tonight, regia di Charles Giblyn (1918)
- The Divorcee, regia di Herbert Blaché (1919)
- Home Wanted, regia di Tefft Johnson (1919)
- Bringing Up Betty, regia di Oscar Apfel (1919)
- The Oakdale Affair, regia di Oscar Apfel (1919)
- Away Goes Prudence, regia di John S. Robertson (1920)
- Civilian Clothes, regia di Hugh Ford (1920)
- The Price of Possession, regia di Hugh Ford (1921)
- L'inapprezzabile (Beyond Price), regia di J. Searle Dawley (1921)
- Enchantment, regia di Robert G. Vignola (1921)
- La rosa di Broadway (Broadway Rose), regia di Robert Z. Leonard (1922)
- Women Men Marry, regia di Edward Dillon (1922)
- Back Home and Broke, regia di Alfred E. Green (1922)
- Homeward Bound, regia di Ralph Ince (1923)
- Born Rich, regia di William Nigh (1924)
- Giovanotto mi piacete (The Early Bird), regia di Charles Hines (1925)
- The Little French Girl, regia di Herbert Brenon (1925)
- The Palm Beach Girl, regia di Erle C. Kenton (1926)
- Mismates, regia di Charles Brabin  (1926)
- Home Made, regia di Charles Hines  (1927)
- Il profumo che uccide (The Wizard), regia di Richard Rosson (1927)
- Cheating Cheaters, regia di Edward Laemmle (1927)
- Sporting Goods, regia di Malcolm St. Clair (1928)
- La rivincita di Fanny (Hot News), regia di Clarence G. Badger (1928)
- Viaggio di nozze (Just Married), regia di Frank R. Strayer (1928)
- The Naughty Duchess, regia di Tom Terriss (1928)
- Kid Gloves, regia di Ray Enright (1929)
- Gioco di bambole (Glad Rag Doll), regia di Michael Curtiz (1929)
- L'onestà della signora Cheyney (The Last of Mrs. Cheyney), regia di Sidney Franklin (1929)
- The Hottentot, regia di Roy Del Ruth (1929)
- Illusion, regia di Lothar Mendes (1929)
- The Marriage Playground, regia di Lothar Mendes (1929)
- Sally, regia di John Francis Dillon (1929)
- Francesina (Alias French Gertie), regia di George Archainbaud (1930)
- Amore bendato (Children of Pleasure), regia di Harry Beaumont (1930)
- Ragazze e giovanotti del 1890 (The Florodora Girl), regia di Harry Beaumont (1930)
- Ragazze che sognano (Our Blushing Brides), regia di Harry Beaumont (1930)
- L'onesta segretaria (Lawful Larceny), regia di Lowell Sherman (1930)
- Ladies' Man, regia di Lothar Mendes (1931)
- La piccola amica (Daybreak), regia di Jacques Feyder (1931)
- Five and Ten, regia di Robert Z. Leonard (1931)
- High Stakes, regia di Lowell Sherman (1931)
- Peccatori (Sinners in the Sun), regia di Alexander Hall (1932)

## Spettacoli teatrali
- Glorious Betsy (Broadway, 7 settembre 1908)
- The Return of Eve (Broadway, 17 marzo 1909)
- The Intruder (Broadway, 22 settembre 1909)
- Alias Jimmy Valentine (Broadway, 21 gennaio 1910)
- The American Maid (Broadway, 3 marzo 1913)
- Divorçons (Broadway, 1 aprile 1913)
- Children of Today (Broadway, 1 dicembre 1913)
- Along Came Ruth (Broadway, 23 febbraio 1914)
- A Full House (Broadway, 10 maggio 1915)
- Nothing But the Truth (Broadway, 14 settembre 1916)
- The Melting of Molly (Broadway, 30 dicembre 1918)
- Wait 'Til We're Married  (Broadway, 26 settembre 1921)
- Elsie (Broadway, 2 aprile 1923)
- Chains (Broadway, 19 settembre 1923)
- Big Boy (Broadway, 7 gennaio 1925)
- Big Boy (Broadway, 24 agosto 1925)